# Joker (Lotterie)

Das aktuelle Joker-Logo.

Zahlenlotto-Wettschein von 2011 mit der Möglichkeit an Joker teilzunehmen.

Joker ist ein Glücksspiel der österreichischen Lotterien mit zum Teil fixen Quoten. Joker kann bei Lotto, EuroMillionen, Toto, Zahlenlotto und Bingo, jedoch nicht bei ToiToiToi gespielt werden. Gegenstand des „Joker“ ist die Verlosung der sechs Ziffern der Joker-Nummer durch aufeinander folgende Ziehung von sechs Ziffern von 0 bis 9.
Joker ist kein eigenes Glücksspiel im eigentlichen Sinn, sondern wird als optionale Wette vermarktet, die zusätzlich zu den oben genannten Spielen wählbar ist. Auch bei Joker gibt es, wie beim österreichischen Lotto (6. aus 45) Jackpots.

## Wetteinsatz
Ein Jokertipp kostete bis 14. Juli 2018 pro Tipp 1,30 Euro (davon Wetteinsatz 1,135 Euro zzgl. Verwaltungskostenbeitrag 0,165 Euro). Ab 15. Juli 2018 kostet ein Tipp 1,50 Euro. Ab irgendwann in den 2020er Jahren, kostet ein Tipp 1,70 Euro.

## Wettverlauf
Man kann bei jeder Joker-Teilnahme maximal zehn Tipps lösen. Allerdings ist aus Platzgründen nur eine Jokernummer auf dem Wettschein zu sehen. Wählt der Teilnehmer einen weiteren Tipp, so werden die weiteren Nummern durch einen Zufallsgenerator gewählt. Auf der endgültigen Quittung sind alle Tipps aufgedruckt.
Die Ziehungen des „Joker“ sind öffentlich und finden unter Aufsicht eines öffentlichen Notars anschließend an die Lottoziehungen jeden Mittwoch und Sonntag statt.
Gewinnt man den Hauptgewinn, so werden maximal 28,48 % der Gewinnsumme ausgespielt. Es gewinnen jeweils nur die letzten richtigen Zahlen.

## Gewinntabelle
Nachfolgend die Aufteilung der Gewinnsumme. Die Gewinnsummen von Rang 2 bis Rang 6 sind festgelegt und daher unveränderlich.
| Gewinnrang = richtige Zahlen          | Gewinnsumme (Euro)      | Gewinnsumme (Euro)      | Gewinnsumme (Euro)       |
| Gewinnrang = richtige Zahlen          | bis 14. Juli 2018       | ab 15. Juli 2018        | ab 2020er Jahren         |
| ------------------------------------- | ----------------------- | ----------------------- | ------------------------ |
| 1. Gewinnrang = die letzten 6 Stellen | 28,48 % der Gewinnsumme | 27,97 % der Gewinnsumme | 27 v. H. der Gewinnsumme |
| 2. Gewinnrang = die letzten 5 Stellen | 7.700                   | 8.800                   | 10.000                   |
| 3. Gewinnrang = die letzten 4 Stellen | 0.770                   | 0.880                   | 01.000                   |
| 4. Gewinnrang = die letzten 3 Stellen | 0.077                   | 0.088                   | 0.0100                   |
| 5. Gewinnrang = die letzten 2 Stellen | 0.007                   | 0.008                   | 0.0010                   |
| 6. Gewinnrang = die letzte Stelle     | 0.001,50                | 0.001,80                | 0.0002                   |